# Maricarmen Silva
Maria del Carmen Silva Luna (Lima, 21 de julio de 1964) es una destacada bailarina peruana profesional de Ballet. Es la precursora y fundadora de El Ballet de Maricarmen, promoviendo la danza como herramienta de cambio social. Fue condecorada por el Ministerio de la Mujer y Poblaciones Vulnerables como una de las mujeres destacadas del 2019.

## Trayectoria
Maricarmen Silva se inicia en el ballet a la edad de 12 años. Más adelante, ingresa a la Escuela Normal de Mujeres a estudiar Educación y, posteriormente, es convocada por el Ballet Municipal de Lima que recién se estaba formando —con el tiempo llegó a ser primera bailarina—. Tiempo después, estudia la carrera de profesora de ballet en la escuela de danza Royal Academy.
Un tiempo después viaja a Chile, país en donde se desenvuelve como bailarina en el Ballet de Santiago. A su regreso al Perú, y tras enfrentar dificultades económicas, se dedica a la enseñanza. Durante ese período es invitada a participar de una organización social que reunía a diversas profesoras que impartían clases de ballet de manera gratuita en diferentes colegios nacionales de Lima. De esta manera, en el 2010, se integra como voluntaria dictando clases en el colegio Brígida Silva de Ochoa, ubicado en el distrito de Chorrillos.
Otra de sus motivaciones hacia la docencia, parte de las dificultades de salud en sus hijas mellizas y que superaron tras practicar el ballet para sobrellevar sus condiciones. Con el tiempo, la terapia implementada por Silva logró buenos resultados, concluyendo con la inclusión de sus hijas en el Ballet Municipal de Lima como bailarinas profesionales.

## El Ballet de Maricarmen

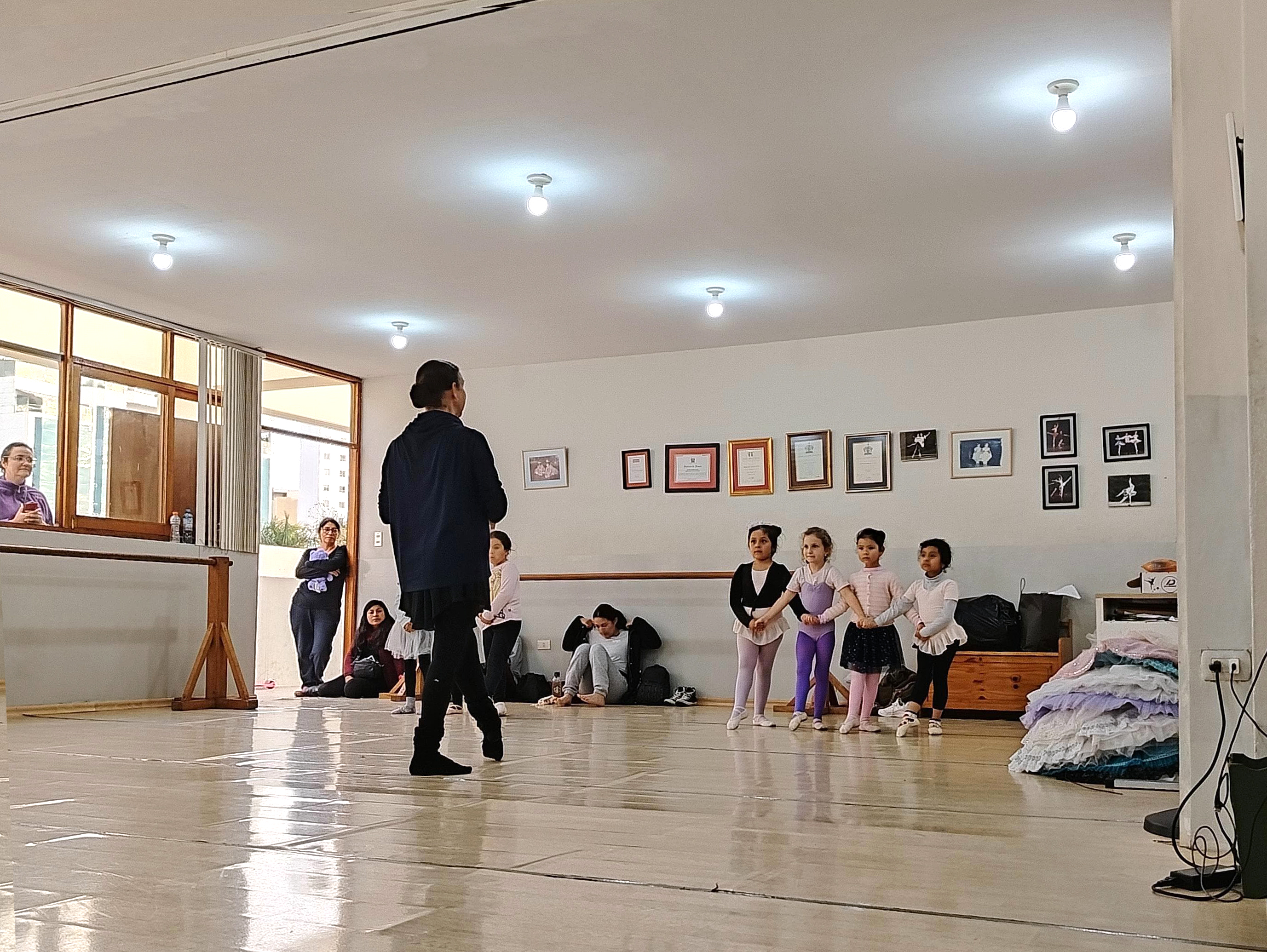
María del Carmen Silva, impartiendo clases de ballet, en la Parroquia de Fátima

Desde el 2017, María del Carmen Silva, conduce esta iniciativa como un medio para brindar una nueva perspectiva de vida a niños y niñas provenientes, en su mayoría, de asentamientos humanos con escasos recursos de Lima, ubicado en distritos como Chorrillos, San Juan de Miraflores, Villa el Salvador, entre otros. En la actualidad, el proyecto se encuentra ubicado en la parroquia de Fátima, distrito de Miraflores, ofreciendo clases de ballet gratuita.
Sin bien el afán de producir bailarinas profesionales es difícil, pues la práctica de la danza conlleva limitaciones fisiológicas, la misión del proyecto pretende hacerla posible para todos, sin distinciones sociales, generando valores como la disciplina, el carácter y la resiliencia.
Esto se ha materializado en los múltiples trofeos y distinciones obtenidos en competencias de danza, logrando alcanzar, en su mayoría, primeros lugares. Asimismo, participaron en competencias fuera del país, como en All Dance en 2017, o en Río de Janeiro en 2018, en donde obtuvieron 24 trofeos.

### Proyecto reciclaje

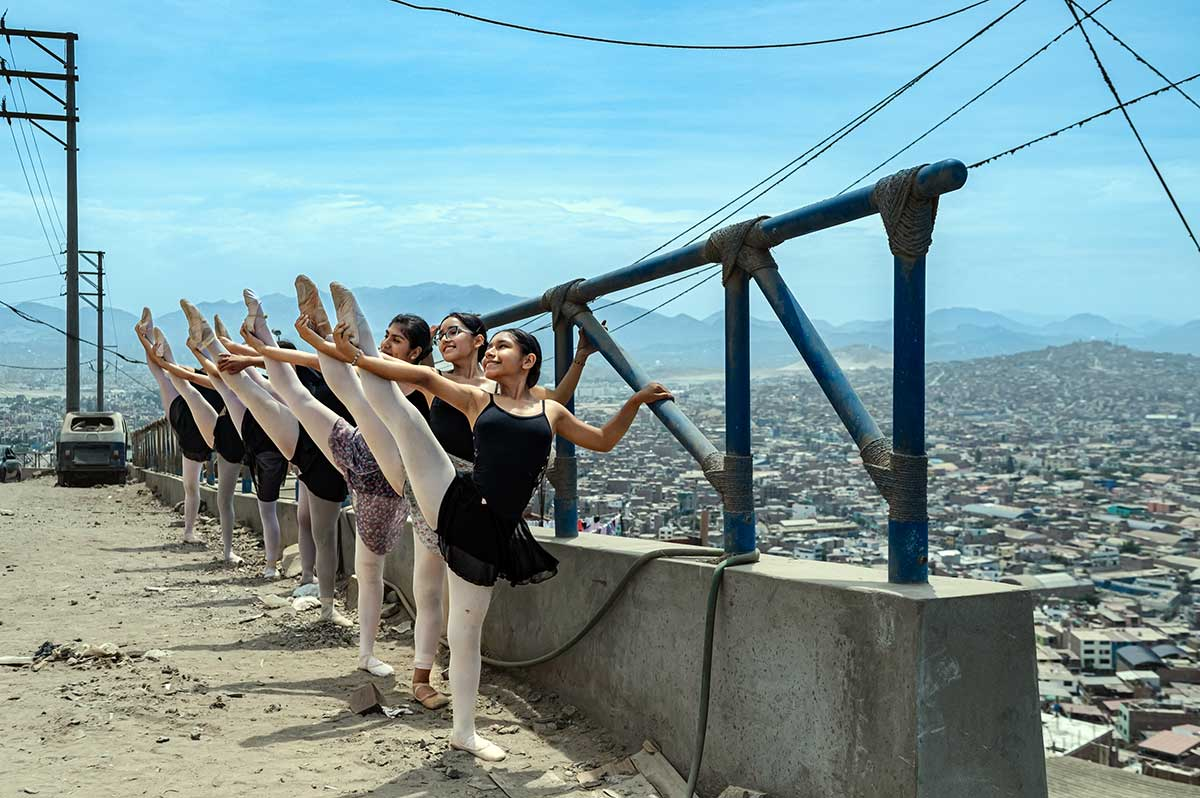
Bailarinas del Ballet de Maricarmen en San Genaro, Chorrillos

El proyecto reciclaje surge como una forma de subsanar los limitantes económicos de las alumnas que tenían que sufragar los costosos trajes e indumentarias del ballet. Con el apoyo de la organizaciones privadas socioambientales dedicadas al reciclaje , empezaron a recolectar deshechos reutilizables, los cuales, tras ser clasificados, son vendidos. De esta manera, el reciclaje se convirtió en un medio que pudo financiar los futuros proyectos y las necesidades de las bailarinas.